# نلسون مورا
نلسون مورا (به انگلیسی: Nelson Mora) (زادهٔ) شناگر اهل ونزوئلا است.